# Chobotnička
Chobotnička (anglicky: Octopussy) je britský film z roku 1983. Jde o třináctý oficiální film o Jamesu Bondovi, kterého v tomto filmu hraje Roger Moore. Film je adaptací povídky Iana Fleminga.

## Děj
Poté, co ve východním Berlíně uprchne před dvojčaty vrahy Miškou a Griškou, kteří po něm vrhají nože, smrtelně zraněný britský agent 009 v převleku cirkusového klauna a s falešným Fabergého vejcem dorazí do rezidence britského velvyslance a zemře. MI6 okamžitě pojme podezření na sovětskou účast. Poté, co má být pravé Fabergého vejce vydraženo v Londýně, vyšle Jamese Bonda, aby identifikoval prodejce.
Na aukci Bond vymění falešné vejce za pravé a následně se zapojí do dražební války s afghánským princem v exilu jménem Kamal Khan a donutí Khana zaplatit za padělek 500 000 liber. Bond následuje Khana do jeho paláce v Indii. Bond porazí Khana ve hře vrhcábů pomocí Khanových nabitých kostek. Bond a jeho kontakt z MI6, Vijay, uniknou ChánKhanovuovu tělesnému strážci Gobindovi. Později Khanova spolupracovnice Magda Bonda svede. Bond dovolí Magdě ukrást pravé Fabergého vejce, které je opatřeno odposlouchávacím a sledovacím zařízením od Q. Gobinda omráčí Bonda do bezvědomí a odveze ho do Khanova paláce. Poté, co Bond unikne, odposlechem zjistí, že Khan spolupracuje se sovětským generálem Orlovem, který se snaží rozšířit sovětskou nadvládu do západní Evropy.
Bond pronikne do plovoucího paláce v Udajpuru a setká se s jeho majitelkou Octopussy, bohatou obchodnicí, pašeračkou a Khanovou společnicí. Vede také kult Octopus, jehož je Magda členkou. Octopussy má k Bondovi osobní vztah: jejím otcem je zesnulý major Dexter-Smythe, kterého Bond zatkl za velezradu. Octopussy poděkuje Bondovi za to, že dovolil majorovi spáchat raději sebevraždu, než aby stanul před soudem, a pozve Bonda, aby byl jejím hostem.
Dříve v Khanově paláci a později v paláci Octopussyové Bond zjistí, že Orlov dodával Chanovi neocenitelné sovětské poklady a nahrazoval je replikami, zatímco Khan pašoval pravé předměty na Západ prostřednictvím cirkusové skupiny Octopussyové. Orlov plánuje setkání s Khanem v Karl-Marx-Stadt ve východním Německu, kde má cirkus vystupovat. Khanovi vrazi vniknou do paláce, aby zabili Bonda, ale Bond a Octopussy jim to překazí. Bond se od Q dozví, že vrazi zabili Vijaye.
Cestou do východního Německa Bond pronikne do cirkusu a zjistí, že Orlov nahradil sovětské poklady jadernou hlavicí připravenou k výbuchu během cirkusového představení na letecké základně Spojených států v západním Německu. Exploze by donutila Evropu, aby usilovala o jednostranné jaderné odzbrojení v domnění, že americká bomba náhodně vybuchla na letecké základně, a nechráněné hranice by zůstaly otevřené sovětské invazi.
Bond vezme Orlovovo auto, projede s ním po železničních kolejích a nastoupí do jedoucího cirkusového vlaku. Orlov ho pronásleduje, ale je zabit pohraničníky poté, co se pokusí prorazit kontrolní stanoviště. Bond zabije Mischku a Grischku a po pádu z vlaku zabaví auto, aby se dostal na leteckou základnu. Bond pronikne na základnu a převlékne se za klauna, aby unikl západoněmecké policii. Přesvědčí Octopussy, že ji Khan zradil, a když si uvědomí, že byla podvedena, pomůže Bondovi deaktivovat hlavici.
O něco později, když je plán zmařen, se Khan vrátil do svého paláce a připravuje se na útěk. Bond a Octopussy se také vracejí odděleně do Indie. Bond dorazí do Chánova paláce právě ve chvíli, kdy Octopussy a její vojáci zahájí útok na pozemek.
Octopussy se pokusí Khana zabít, ale je zajata Gobindou. Zatímco Octopussyin tým vedený Magdou přemůže Khanovy stráže, Khan a Gobinda opouštějí palác a berou Octopussy jako rukojmí. Když se pokoušejí uniknout v letadle, Bond se přimkne k trupu a vyřadí motor. Gobinda, který s Bondem bojuje, se zřítí ze střechy letadla a zemře. Bond s Octopussy vyskočí z letadla na nedaleký útes jen několik vteřin předtím, než Khanovo letadlo narazí do hory. Zatímco ministr obrany a generál Gogol diskutují o převozu šperků, Bond se zotavuje s Octopussy na palubě její soukromé jachty v Indii.

## Zajímavosti
Film Chobotnička je poslední bondovka, která oznámila název příští bondovky během závěrečných titulků.

## Osoby a obsazení
- James Bond – Roger Moore
- Octopussy – Maud Adamsová
- Kamal – Louis Jourdan
- Magda – Kristina Wayborn
- Gobinda – Kabir Bedi
- Orlov  – Steven Berkoff
- Q – Desmond Llewelyn
- M – Robert Brown
- Miss Moneypenny – Lois Maxwellová
- Vijay – Vidžaj Amritraž

## Soundtrack
Hudbu složil John Barry, text napsal Tima Rice a zpívá Rita Coolidge. Původní disk vyšel v roce 1985 od A&M Records, jenže ten obsahoval plno chyb, tak byl z prodeje stažen (nyní je to vyhledávaná a ceněná rarita).